# Psammonyx
Psammonyx, en ocasiones erróneamente denominado Arpsammonyxum, es un género de foraminífero bentónico de la subfamilia Ammovolummininae, de la familia Ammovolummidae, de la superfamilia Hippocrepinoidea, del suborden Hippocrepinina y del orden Astrorhizida. Su especie tipo es Psammonyx vulcanicus. Su rango cronoestratigráfico abarca el Holoceno.

## Discusión
Clasificaciones previas incluían Psammonyx en la familia Ammodiscidae, de la superfamilia Ammodiscoidea, del suborden Textulariina y del orden Textulariida. Algunas clasificaciones han incluido Psammonyx en la Subfamilia Lituiforminiudinae de la Familia Tolypamminidae o de la Familia Ammodiscidae.

## Clasificación
```
Psammonyx
 incluye a las siguientes especies:
[
6
]
[
7
]
[
8
]
```

- Psammonyx campbelli
- Psammonyx ceratospirillus
- Psammonyx kudrjaschovi
- Psammonyx longimerus
- Psammonyx maxwelli
- Psammonyx nobilis
- Psammonyx terranovae
- Psammonyx tzvetkovae
- Psammonyx vulcanicus

Otra especie considerada en Psammonyx es:
- Psammonyx vitreus, de posición genérica incierta